# Coro delle monache di Santa Maria Donnaregina Vecchia

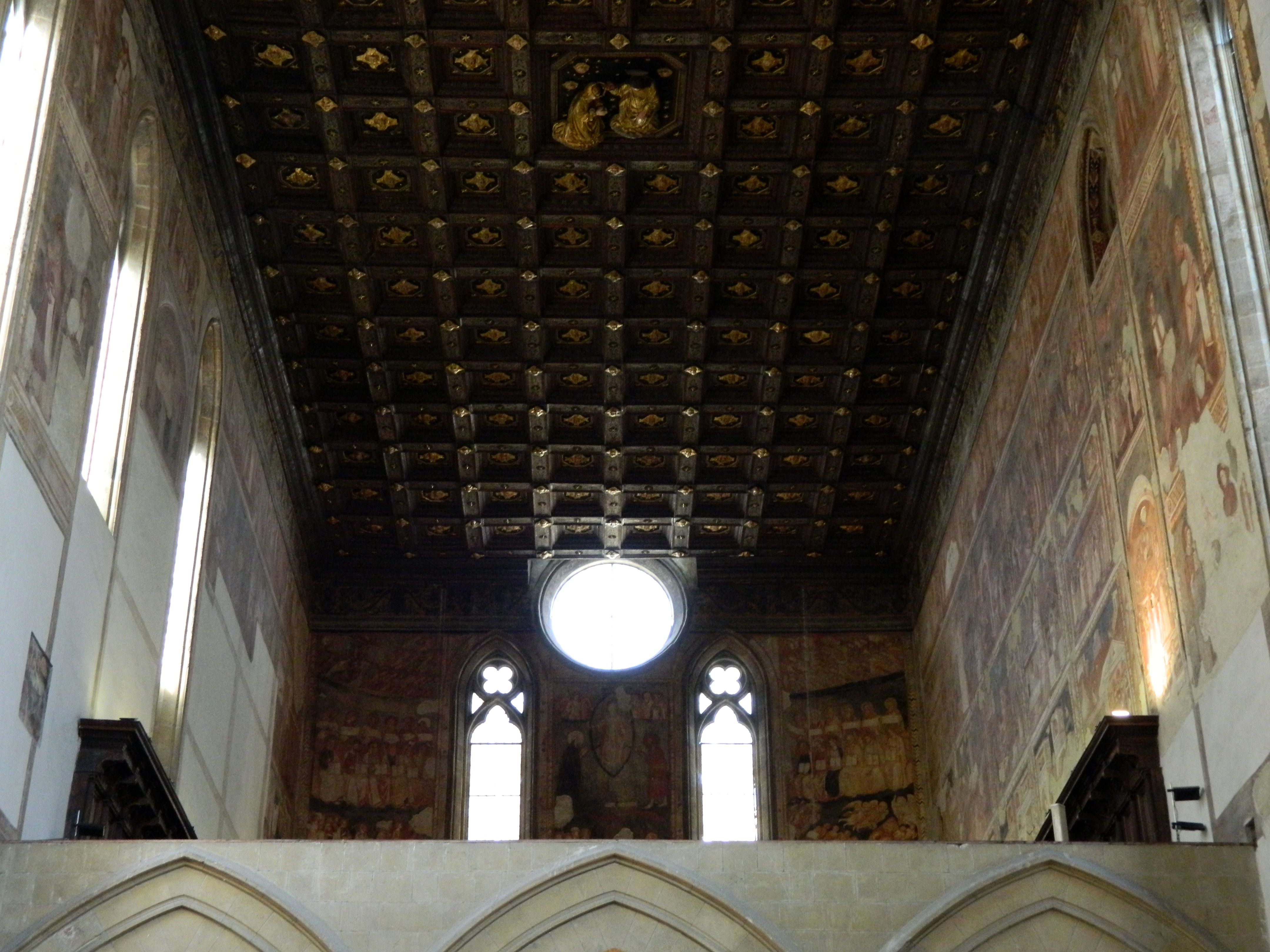
Il coro visto dalla chiesa

Il coro delle monache di Santa Maria Donnaregina Vecchia è un coro del XIV secolo della chiesa di Santa Maria Donnaregina Vecchia a Napoli.
Costituisce una delle testimonianze artistiche più importanti della città, conservando infatti uno dei più grandi e datati cicli di affreschi.

## Storia e descrizione

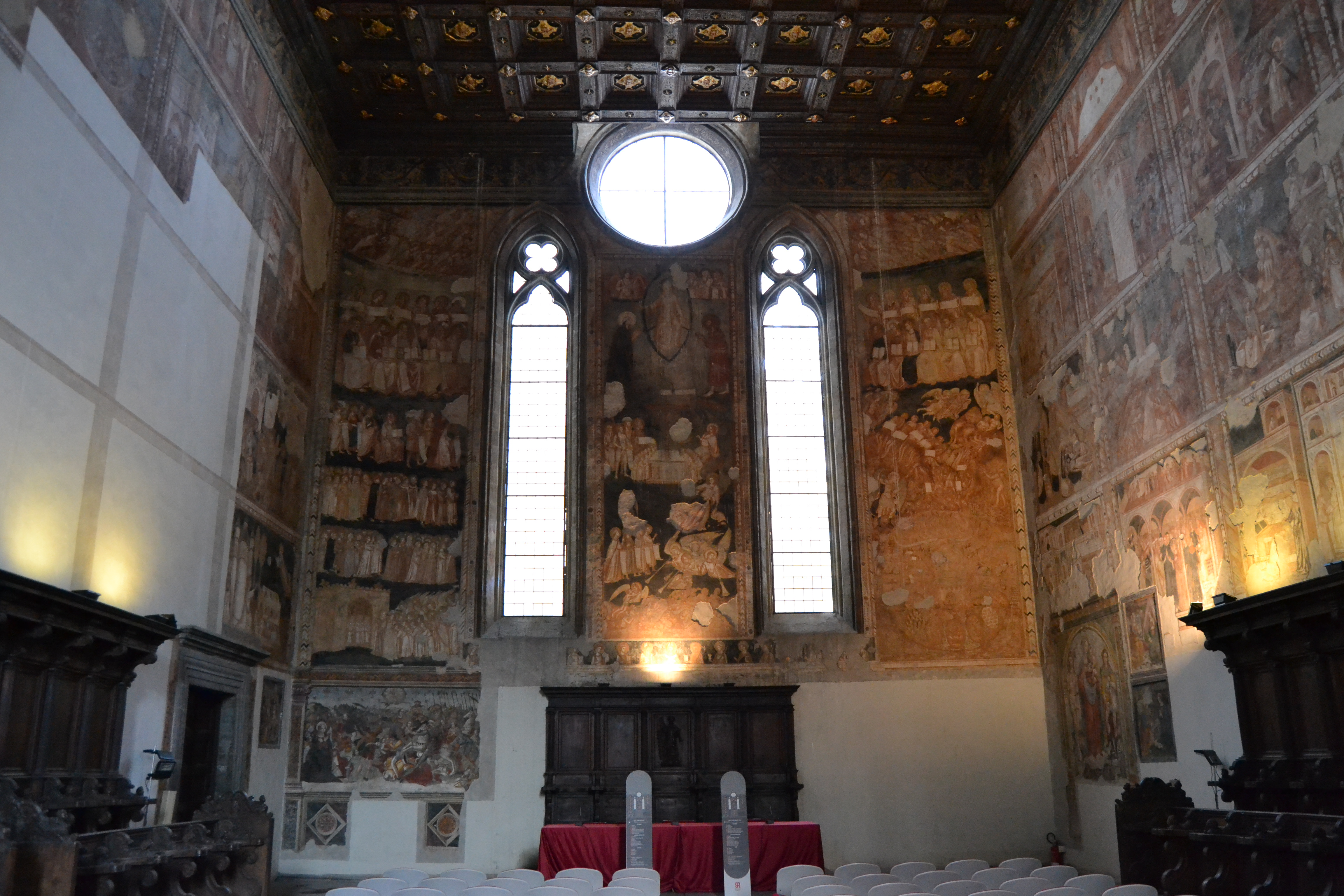
Il coro verso la parete frontale: sulla facciata l'affresco dell'Apocalisse

Edificato nel XIV secolo assieme alla chiesa in stile gotico, in posizione sopraelevata rispetto alla navata, sorretto da pilastri, il coro delle monache è raggiungibile subito dopo l'ingresso in chiesa tramite una scala che permette di raggiungere il primo piano del convento.
L'ambiente è caratterizzato da un coro ligneo del XVI secolo proveniente dalla basilica di San Lorenzo Maggiore, sopra il quale si sviluppano gli affreschi trecenteschi che caratterizzano la chiesa di Donnaregina Vecchia. Il ciclo, quasi del tutto monocromatico in rosso a causa dell'incendio del 1390 che ne ha causato la perdita dei colori, rimane supersiste principalmente nella facciata frontale ed in quella orientale, mentre su quella occidentale le scene sopravvivono essenzialmente nella parte superiore, vicino alla volta cassettonata. Il ciclo risulta essere un lavoro durato almeno 15 anni a partire da quanto fu iniziato nel 1320, ad esclusione di alcune scene indipendenti nella parte inferiore delle pareti che risalgono al Cinquecento, infatti queste non prive dei colori.

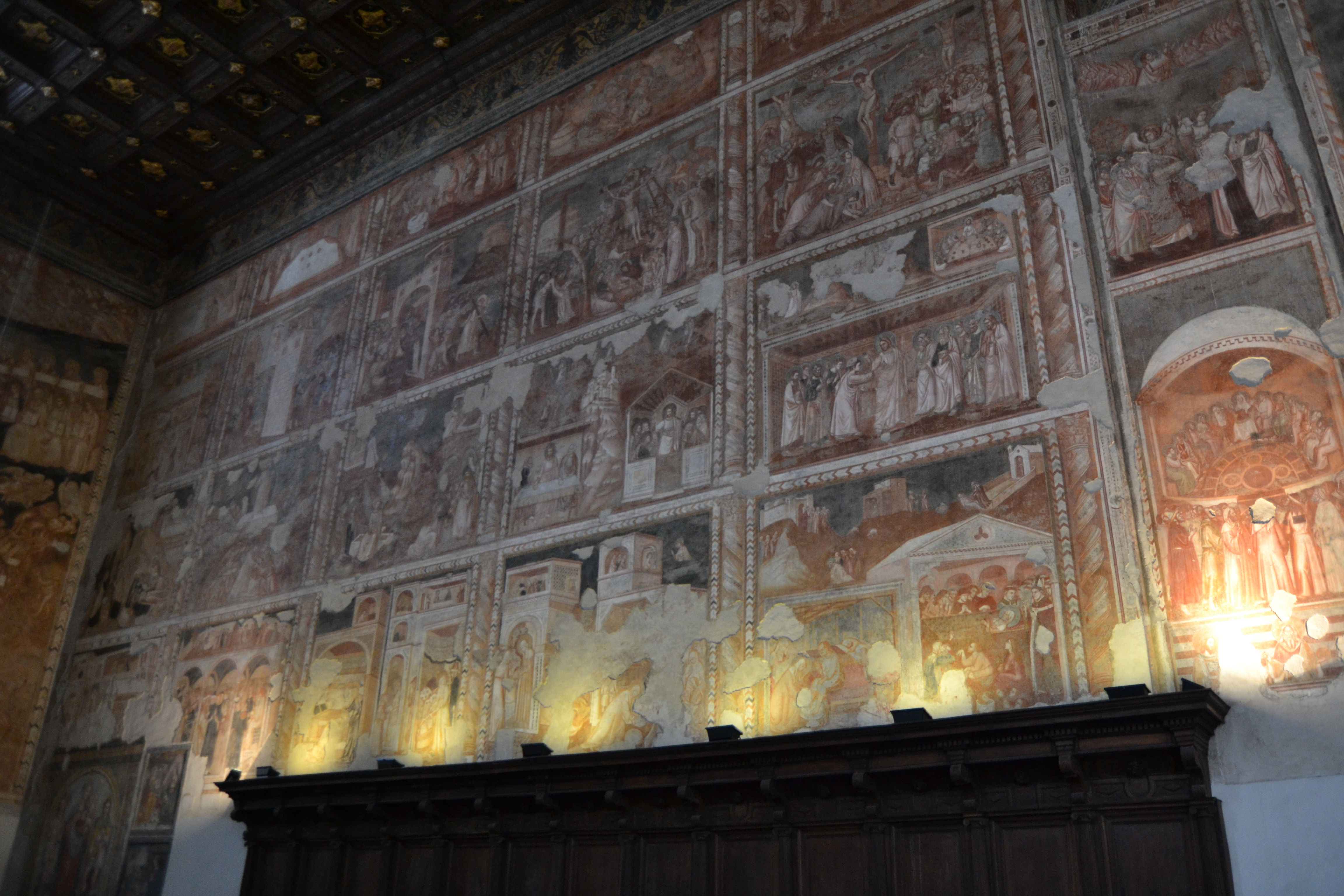
La parete orientale

La parete di fondo vede un'Apocalisse divisa da due monofore in tre scomparti: sul lato sinistro, verso la porta d'ingresso al convento, il Paradiso, al centro il Giudizio Universale ed a destra l'Inferno. Le scene affrescate sulla parete orientale si sviluppano con sedici Scene della vita di Cristo, quattro Scene della vita di santa Elisabetta più altre dodici figure tra Santi ed Apostoli. La parete occidentale vede quattro Scene della vita di santa Caterina, sei Scene della vita di Sant'Agnese più altri quattro tra Apostoli ed Adorazioni dei Magi.
Non si sa quale sia l'attribuzione certa degli affreschi; sapendo tuttavia che a Napoli hanno comunque fatto scuola artisti di passaggio in città come Giotto e Pietro Cavallini, le supposizioni al riguardo vedono comunque i rimandi, diretti o indiretti, a questi due autori, in particolar modo al Cavallini. Al romano sono infatti probabilmente da ascrivere il Giudizio Universale sulla parete di fondo, con alcune raffigurazioni di Apostoli e di Profeti, mentre le raffigurazioni di San Lorenzo e di Santo Stefano sarebbero da attribuire invece più verosimilmente a discepoli, forse napoletani, del maestro. Le scene della vita di Sant'Elisabetta sembrano avvicinarsi invece all'arte di Simone Martini e di Giotto, così come le Storie della vita di Cristo e le scene della Passione, morte e risurrezione, che riprendono schemi presenti negli affreschi di Giotto presso la basilica di San Francesco d'Assisi: le ipotesi di attribuzione sono tuttavia discordanti, portando i lavori anche alle mani del Cavallini o Filippo Rusuti. Stesse difficoltà di attribuzione vi sono per le Storie della vita di Santa Caterina e di Sant'Agnese, tuttavia secondo le più recenti indagini, l'esecuzione di queste opere sembrerebbe da attribuirsi al Rusuti.

## Affreschi

### Controfacciata

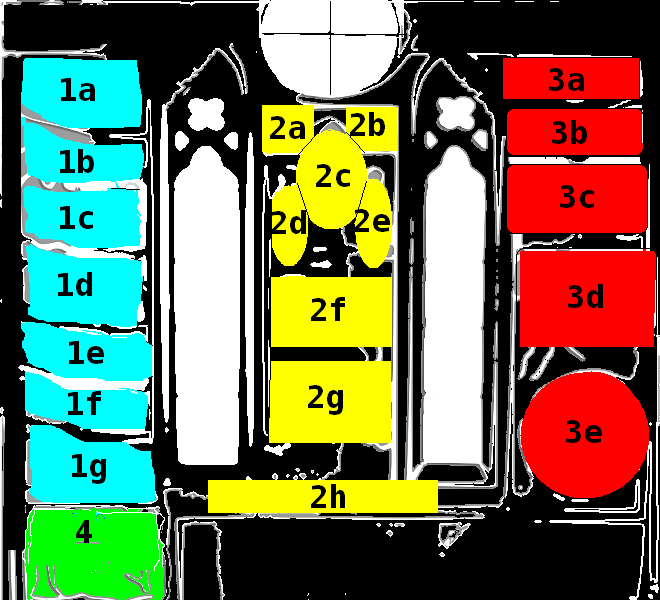
Schema degli affreschi della parete frontale

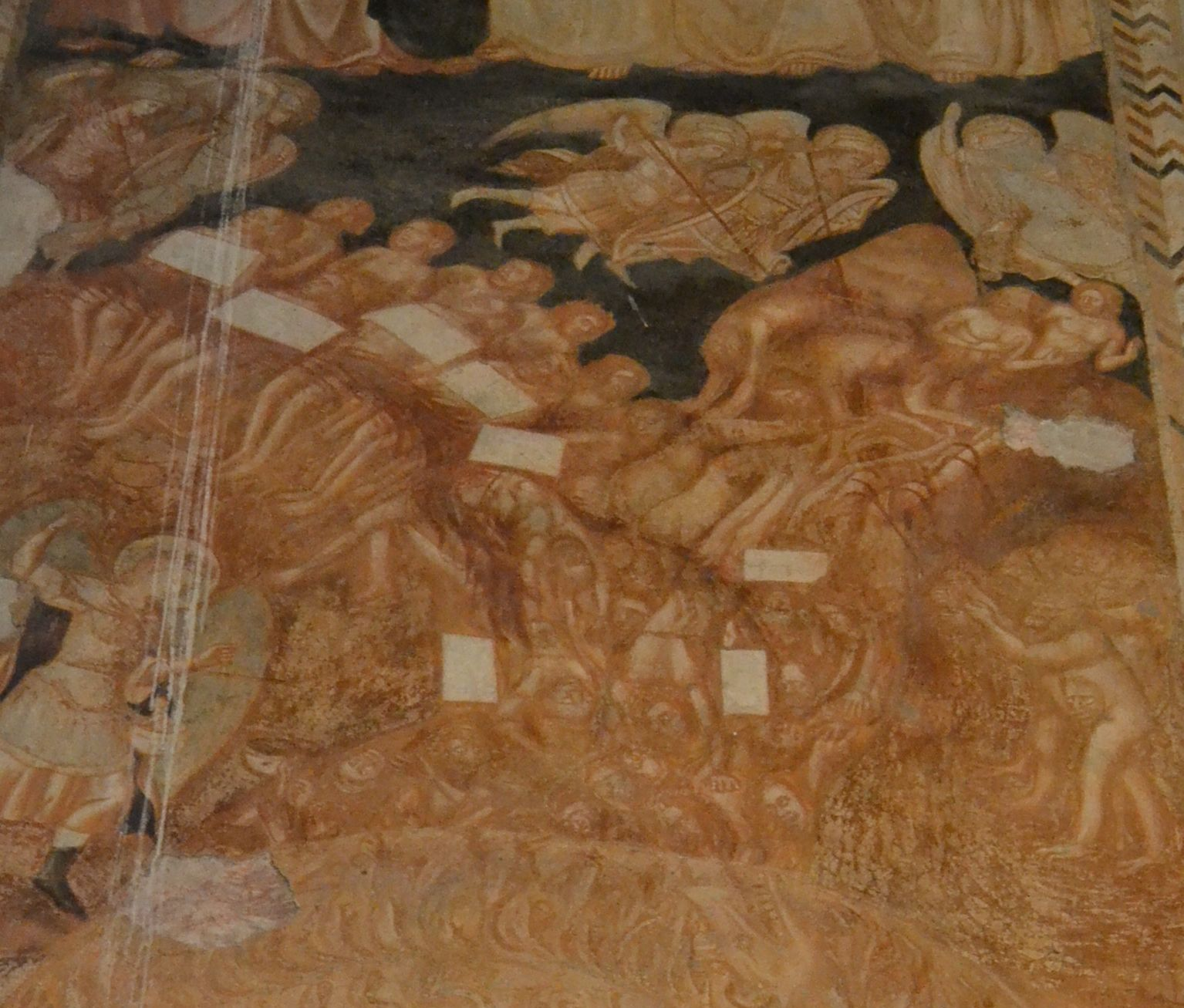
Particolare dei Dannati (punto 3.d sullo schema)

Il tema della controfacciata è l'Apocalisse, divisa in tre registri, con a sinistra il Paradiso, al centro il Giudizio Universale ed a destra l'Inferno, tutti questi cicli a loro volta sviluppati in scene orizzontali che scorrono dall'alto verso il basso. Databili dagli anni '20 ai '40 del Trecento, ad esclusione del Martirio di Sant'Orsola che è del XVI secolo e che risulta essere una raffigurazione indipendente rispetto all'affresco, il ciclo è di attribuzione incerta e controversa, presentando differenze stilistiche tra una rappresentazione e l'altra che danno una quasi certezza all'utilizzo di più mani nel compimento delle scene; il modo di raffigurare i gruppi di persone nelle sequenze del Gruppo degli eletti nel Paradiso ed in quello dei Dannati nell'Inferno, per esempio, vede nel primo caso le figure raffigurate in posizione lineare ed ordinata, mentre nel secondo in maniera più caotica e sparsa. Sono inseriti in alcune figure che caratterizzano questi cicli anche ritratti di personalità del casato angioino.
1. Paradiso
a) Angeli
b) Patriarchi
c) Apostoli
d) Beati del Vecchio Testamento
e) Santi del Nuovo Testamento
f) Sante del Nuovo Testamento
g) Corteo degli eletti
2. Giudizio Universale
a) Cherubino
b) Abramo, Isacco e Giacobbe
c) Cristo
d) Madonna
e) San Giovanni Battista
f) Esaltazione della Croce
g) Resurrezione della carne
h) Santi e Sante
3. Inferno
a) Angeli
b) Patriarchi
c) Apostoli
d) Dannati
e) Inferno
4. Martirio di Sant'Orsola

### Parete orientale

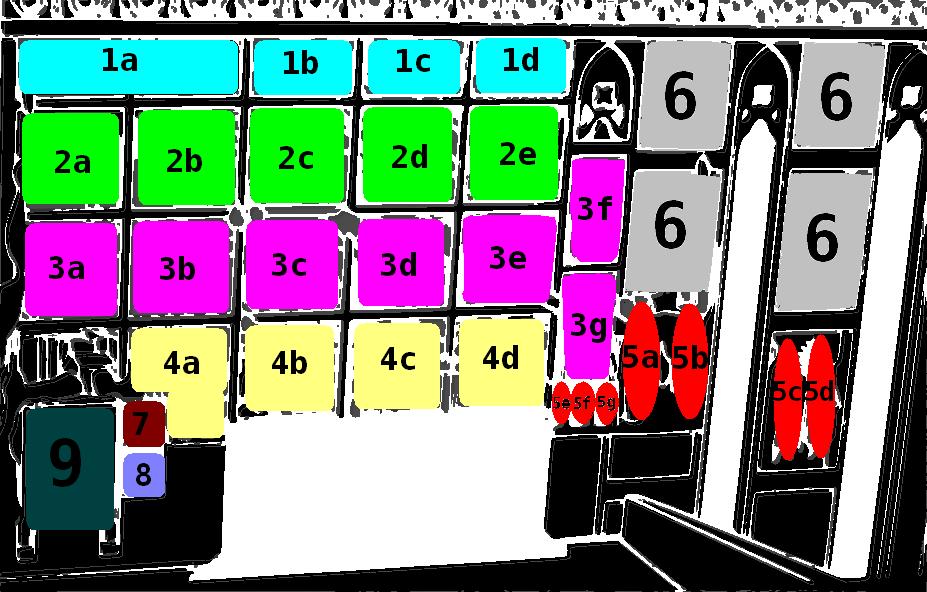
Schema degli affreschi della parete orientale

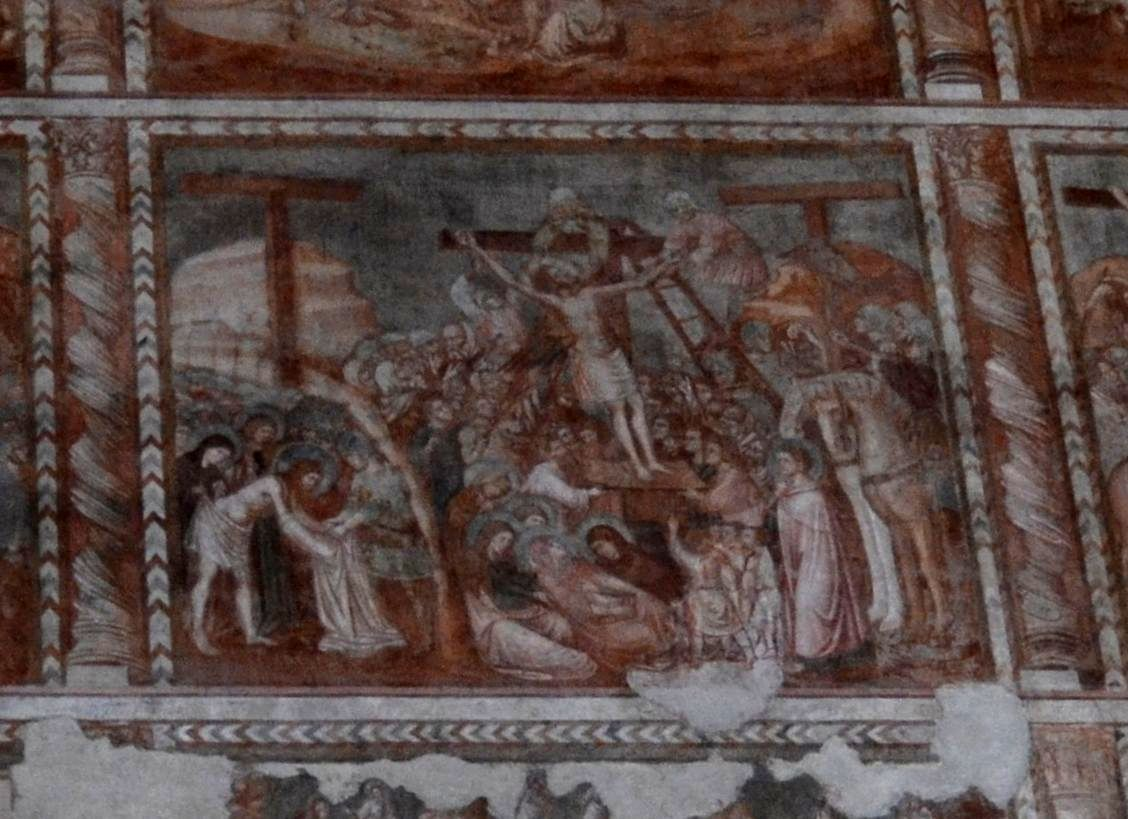
Crocifissione (punto 2.d sullo schema)

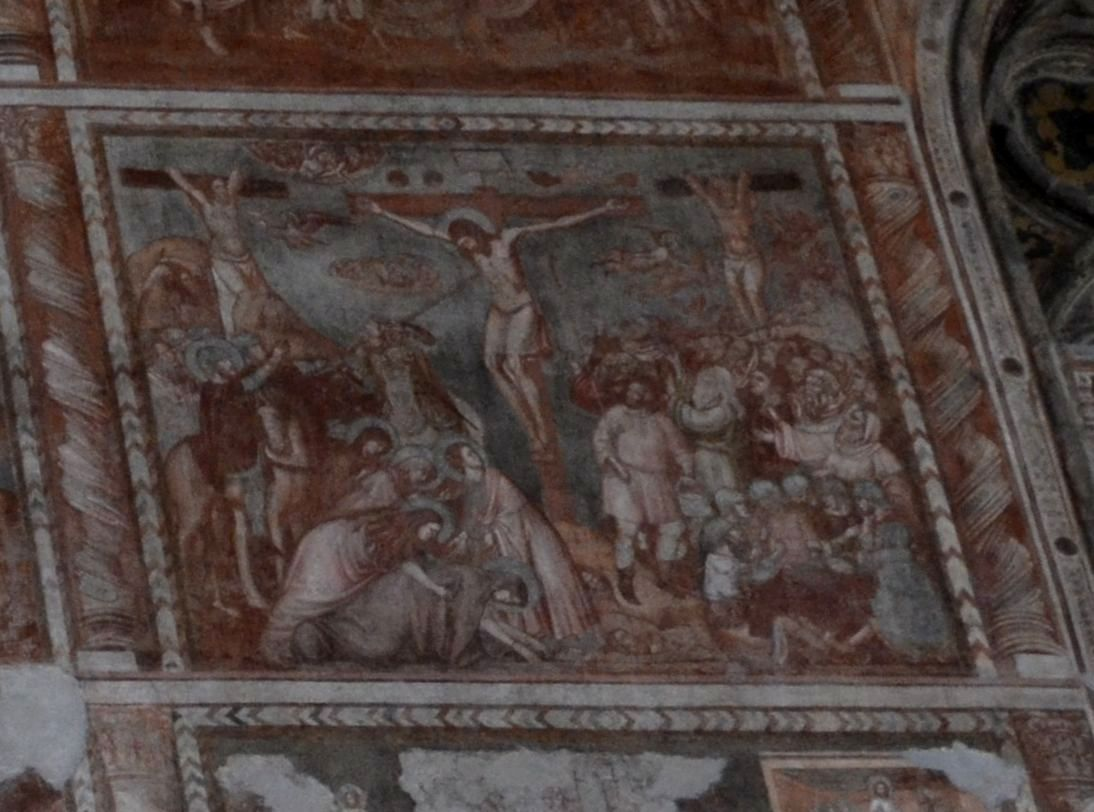
Morte (punto 2.e sullo schema)

Gli affreschi sono databili dagli anni '20 ai '40 del Trecento ad esclusione delle prime tre scene in basso a sinistra: Madonna delle Grazie tra Santi Sebastiano e Rocco, Annunciazione e Sacra Famiglia, che risalgono ai primi anni del XVI secolo. La parete è quella che presenta il ciclo più ampio, non disponendo neanche delle monofore che caratterizzano invece la parete della navata destra della chiesa, e dunque con più parti da riempire. I cicli sono di attribuzione incerta, tuttavia diversi elementi caratteristici possono aiutare ad immaginare la scuola pittorica di derivazione: tra questi le forme architettoniche degli edifici, tipiche giottesche. Altri elementi distintivi tuttavia non aiutano ad avere certezza sull'attribuzione delle opere, questi si possono scovare nelle scene che riguardano le croci che, infatti, non sono latine come voleva il gusto rinascimentale del centro Italia, ma bensì a forma di "T", dunque più inclini alla maniera nordica-germanica. Un altro interessante dettaglio si può trovare infine nella scena della Crocefissione dove i ladri accanto al Cristo vedono quello di sinistra, con un angelo buono che porta via l'anima del condannato, e quello di destra, invece, con un angelo cattivo che porta all'inferno la sua.
1. Scene della Passione di Cristo
a) Ultima Cena
b) Lavanda dei Piedi
c) Preghiera nel Getsemani
d) Bacio di Giuda
2. Scene della Morte di Cristo
a) Flagellazione
b) Cristo davanti a Pilato
c) Cristo deriso si avvia al Calvario
d) Crocefissione
e) Morte
3. Scene della Resurrezione di Cristo
a) Deposizione
b) Resurrezione
c) Discesa nel Limbo
d) Cena di Emmaus
e) Incredulità di San Tommaso
f) Ascensione
g) Pentacoste
4. Storie di Sant'Elisabetta d'Ungheria
a) Nozze di Sant'Elisabetta
b) La Santa saluta il marito che parte per le crociate
c) L'offerta del grano e del manto
d) La Santa lava i piedi agli infermi e Morte della Santa
5. Santi
a) Santo Stefano
b) San Lorenzo
c) San Tommaso
d) Elia
e) San Ladislao d'Ungheria
f) Santo Stefano d'Ungheria
g) Santa Elisabetta d'Ungheria
6. Apostoli e Profeti
7. Annunciazione
8. Sacra famiglia
9. Madonna delle Grazie tra San Sebastiano e San Rocco

### Parete occidentale

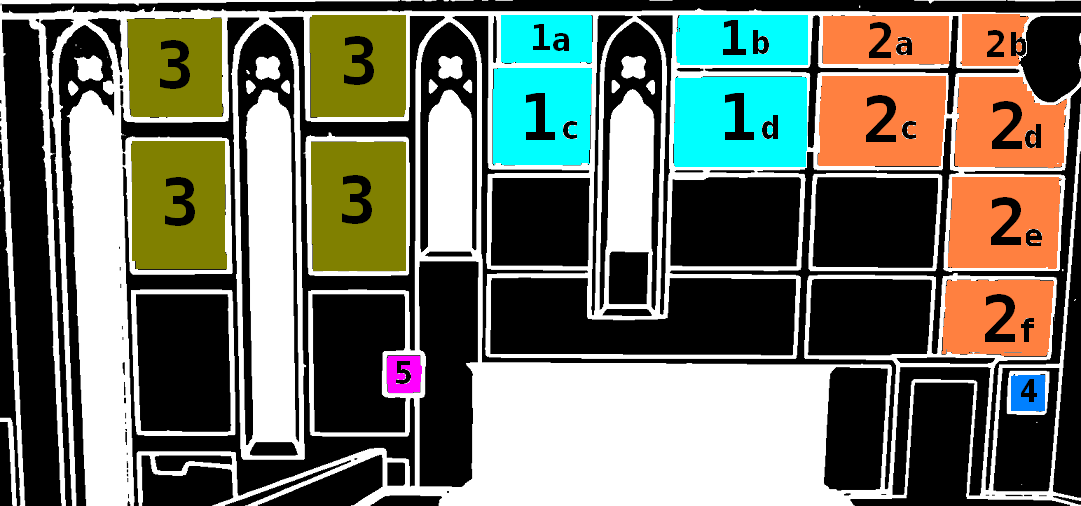
Schema degli affreschi della parete occidentale

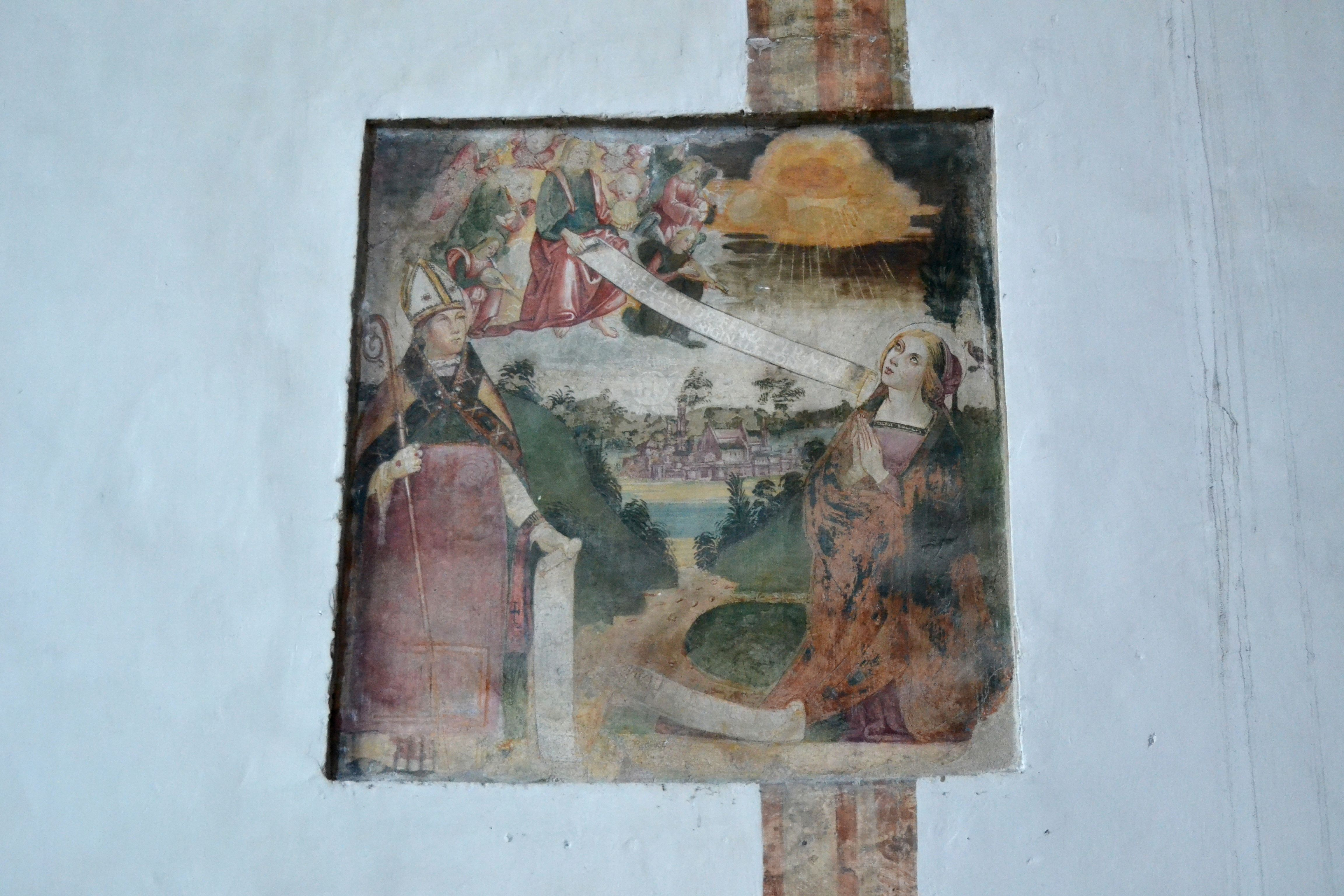
Affresco (punto 5 sullo schema)

Gli affreschi sono databili dagli anni '20 ai '40 del Trecento, ad esclusione delle figure di Apostoli e Profeti che sono databili alla prima metà del Cinquecento. L'attribuzione dei cicli è ingnota; non fanno parte della composizione le scene singole dell'Adorazione dei Magi e dell'Affresco (non decifrato).
1. Storie di Santa Caterina
a) Santa Caterina combatte contro gli idoli
b) Santa Caterina è condotta in prigione
c) Santa Caterina discute con i dottori
d) Martirio dei dottori convertiti dalla Santa e corpi ammassati nell'anfiteatro
2. Storie di Sant'Agnese
a) Sant'Agnese a scuola
b) Incontro col figlio del prefetto
c) Il giovane si reca dal padre di Agnese
d) Sant'Agnese è condotta nel lupanare
e) Martirio della Santa
f) Guarigione della figlia di Costantino, Costanza, recatasi a pregare al sepolcro della Santa
3. Apostoli e Profeti
4. Adorazione dei Magi
5. Affresco